# Ergebnisse der Wahlen zum Europäischen Parlament in Deutschland
Die folgenden Tabellen geben die Ergebnisse der Direktwahlen zum Europäischen Parlament in Deutschland wieder. Die grau unterlegten Ergebnisse stehen für Parteien, die den Einzug ins Europaparlament geschafft haben.

## Übersicht
| Partei                                                                                         | 10. Juni 1979 | 17. Juni 1984 | 18. Juni 1989 | 12. Juni 1994 | 13. Juni 1999 | 13. Juni 2004 | 7. Juni 2009 | 25. Mai 2014 | 26. Mai 2019 | 9. Juni 2024 |
| Wahlbeteiligung                                                                                | 65,7 %        | 56,8 %        | 62,3 %        | 60,0 %        | 45,2 %        | 43,0 %        | 43,3 %       | 48,1 %       | 61,4 %       | 64,8         |
| Sperrklausel                                                                                   | 5 %           | 5 %           | 5 %           | 5 %           | 5 %           | 5 %           | 5 %          | —            | —            | —            |
| ---------------------------------------------------------------------------------------------- | ------------- | ------------- | ------------- | ------------- | ------------- | ------------- | ------------ | ------------ | ------------ | ------------ |
| Christlich Demokratische Union Deutschlands 1                                                  | 39,1          | 37,5          | 29,5          | 32,0          | 39,3          | 36,5          | 30,7         | 30,0         | 22,6         | 23,7         |
| Alternative für Deutschland                                                                    | —             | —             | —             | —             | —             | —             | —            | 7,1          | 11,0         | 15,9         |
| Sozialdemokratische Partei Deutschlands                                                        | 40,8          | 37,4          | 37,3          | 32,2          | 30,7          | 21,5          | 20,8         | 27,3         | 15,8         | 13,9         |
| Bündnis 90/Die Grünen 3                                                                        | 3,2           | 8,2           | 8,4           | 10,1          | 6,4           | 11,9          | 12,1         | 10,7         | 20,5         | 11,9         |
| Christlich-Soziale Union in Bayern 2                                                           | 10,1          | 8,5           | 8,2           | 6,8           | 9,4           | 8,0           | 7,2          | 5,3          | 6,3          | 6,3          |
| Bündnis Sahra Wagenknecht – Vernunft und Gerechtigkeit                                         | —             | —             | —             | —             | —             | —             | —            | —            | —            | 6,2          |
| Freie Demokratische Partei                                                                     | 6,0           | 4,8           | 5,6           | 4,1           | 3,0           | 6,1           | 11,0         | 3,4          | 5,4          | 5,2          |
| Die Linke/Partei des Demokratischen Sozialismus 4                                              | —             | —             | —             | 4,7           | 5,8           | 6,1           | 7,5          | 7,4          | 5,5          | 2,7          |
| Freie Wähler                                                                                   | —             | —             | —             | —             | —             | —             | 1,7          | 1,5          | 2,2          | 2,7          |
| Volt Deutschland                                                                               | —             | —             | —             | —             | —             | —             | —            | —            | 0,7          | 2,6          |
| Die PARTEI                                                                                     | —             | —             | —             | —             | —             | —             | —            | 0,6          | 2,4          | 1,9          |
| Partei Mensch Umwelt Tierschutz                                                                | —             | —             | —             | —             | 0,7           | 1,3           | 1,1          | 1,2          | 1,4          | 1,4          |
| Ökologisch-Demokratische Partei                                                                | —             | 0,3           | 0,7           | 0,8           | 0,4           | 0,6           | 0,5          | 0,6          | 1,0          | 0,6          |
| Familien-Partei Deutschlands                                                                   | —             | —             | —             | 0,0 11        | 0,0 11        | 1,0           | 1,0          | 0,7          | 0,7          | 0,6          |
| Partei des Fortschritts                                                                        | —             | —             | —             | —             | —             | —             | —            | —            | —            | 0,6          |
| Piratenpartei Deutschland                                                                      | —             | —             | —             | —             | —             | —             | 0,9          | 1,4          | 0,7          | 0,5          |
| Nationaldemokratische Partei Deutschlands/Deutsche Volksunion/Die Heimat                       | —             | 0,8           | 1,6 17        | 0,2           | 0,4           | 0,9           | 0,4 17       | 1,0          | 0,3          | 0,1          |
| Die Republikaner                                                                               | —             | —             | 7,1           | 3,9           | 1,7           | 1,9           | 1,3          | 0,4          | —            | —            |
| Aktion Partei für Tierschutz                                                                   | —             | —             | —             | —             | —             | —             | —            | –            | 0,3          | 0,4          |
| Bündnis Deutschland                                                                            | —             | —             | —             | —             | —             | —             | —            | —            | —            | 0,4          |
| Demokratische Allianz für Vielfalt und Aufbruch                                                | —             | —             | —             | —             | —             | —             | —            | —            | —            | 0,4          |
| MERA25/Demokratie in Europa – DiEM25                                                           | —             | —             | —             | —             | —             | —             | —            | –            | 0,3          | 0,3          |
| Parlament aufmischen – Stimme der Letzten Generation                                           | —             | —             | —             | —             | —             | —             | —            | —            | —            | 0,3          |
| Basisdemokratische Partei Deutschland                                                          | —             | —             | —             | —             | —             | —             | —            | —            | —            | 0,3          |
| Partei der Humanisten                                                                          | —             | —             | —             | —             | —             | —             | —            | –            | 0,2          | 0,2          |
| Partei Bibeltreuer Christen/Bündnis C – Christen für Deutschland 13                            | —             | —             | —             | 0,3           | 0,3           | 0,4           | 0,3          | 0,2          | 0,2          | 0,2          |
| V-Partei³                                                                                      | —             | —             | —             | —             | —             | —             | —            | —            | —            | 0,1          |
| Menschliche Welt                                                                               | —             | —             | —             | —             | —             | —             | —            | –            | 0,1          | 0,1          |
| Klimaliste Deutschland                                                                         | —             | —             | —             | —             | —             | —             | —            | —            | —            | 0,1          |
| Bündnis für Innovation & Gerechtigkeit                                                         | —             | —             | —             | —             | —             | —             | —            | –            | 0,2          | 0,1          |
| Partei der Vernunft                                                                            | —             | —             | —             | —             | —             | —             | —            | —            | —            | 0,1          |
| Aktion Bürger für Gerechtigkeit                                                                | —             | —             | —             | —             | —             | —             | —            | —            | —            | 0,1          |
| Partei für Gesundheitsforschung                                                                | —             | —             | —             | —             | —             | —             | —            | –            | 0,2          | 0,0          |
| Deutsche Kommunistische Partei                                                                 | 0,4           | 1,3 5         | 0,2           | —             | —             | 0,1           | 0,1          | 0,1          | 0,1          | 0,0          |
| Marxistisch-Leninistische Partei Deutschlands                                                  | —             | —             | 0,0           | —             | —             | —             | —            | 0,1          | 0,0          | 0,0          |
| Bund Sozialistischer Arbeiter/Partei für Soziale Gleichheit/Sozialistische Gleichheitspartei 8 | —             | —             | 0,1           | 0,0           | —             | 0,1           | 0,0          | 0,0          | 0,0          | 0,0          |
| Bayernpartei                                                                                   | 0,2 16        | 0,1 2         | 0,3           | 0,3           | 0,1 2         | 0,1 2         | 0,2          | 0,2          | 0,2          | —            |
| Die Grauen – Graue Panther                                                                     | —             | —             | —             | 0,8           | 0,4           | 1,2           | 0,2 14       | —            | 0,2 18       | —            |
| Ab jetzt … Demokratie durch Volksabstimmung                                                    | —             | —             | —             | —             | —             | 0,5 12        | 0,3          | 0,3          | 0,2          | —            |
| Feministische Partei Die Frauen                                                                | —             | 0,4 9         | —             | —             | 0,4           | 0,6           | 0,3          | —            | 0,1          | —            |
| Partei für die Tiere Deutschland                                                               | —             | —             | —             | —             | —             | —             | —            | –            | 0,2          | —            |
| Die Grauen – Für alle Generationen                                                             | —             | —             | —             | —             | —             | —             | —            | –            | 0,2          | —            |
| Allianz für Menschenrechte, Tier- und Naturschutz                                              | —             | —             | —             | —             | —             | —             | —            | –            | 0,2          | —            |
| Die Violetten – für spirituelle Politik                                                        | —             | —             | —             | —             | —             | —             | 0,2          | —            | 0,1          | —            |
| LKR                                                                                            | —             | —             | —             | —             | —             | —             | —            | –            | 0,1          | —            |
| Bündnis Grundeinkommen                                                                         | —             | —             | —             | —             | —             | —             | —            | –            | 0,1          | —            |
| Ökologische Linke                                                                              | —             | —             | —             | —             | —             | —             | —            | –            | 0,1          | —            |
| Europäische Partei Liebe                                                                       | —             | —             | —             | —             | —             | —             | —            | –            | 0,1          | —            |
| Demokratie Direkt                                                                              | —             | —             | —             | —             | —             | —             | —            | –            | 0,1          | —            |
| Die Rechte                                                                                     | —             | —             | —             | —             | —             | —             | —            | –            | 0,1          | —            |
| Neue Liberale                                                                                  | —             | —             | —             | —             | —             | —             | —            | –            | 0,0          | —            |
| Der dritte Weg                                                                                 | —             | —             | —             | —             | —             | —             | —            | –            | 0,0          | —            |
| Bürgerbewegung pro NRW                                                                         | —             | —             | —             | —             | —             | —             | —            | 0,2          | —            | —            |
| AUF – Partei für Arbeit, Umwelt und Familie                                                    | —             | —             | —             | —             | —             | —             | 0,1          | 0,2          | —            | —            |
| Christliche Mitte                                                                              | —             | —             | 0,2           | 0,2           | 0,1           | 0,2           | 0,2          | 0,1          | —            | —            |
| Bürgerrechtsbewegung Solidarität                                                               | 0,1 6         | 0,1 6         | 0,0 7         | 0,1           | 0,0           | 0,1           | 0,0          | 0,0          | —            | —            |
| Rentner Partei Deutschland                                                                     | —             | —             | —             | —             | —             | —             | 0,8          | —            | —            | —            |
| Rentnerinnen- und Rentner Partei                                                               | —             | —             | —             | —             | —             | —             | 0,4          | —            | —            | —            |
| 50Plus Das Generationen-Bündnis                                                                | —             | —             | —             | —             | —             | —             | 0,3          | —            | —            | —            |
| Aktion Unabhängige Kandidaten                                                                  | —             | —             | —             | —             | —             | 0,3           | 0,2 15       | —            | —            | —            |
| Aufbruch für Bürgerrechte, Freiheit und Gesundheit                                             | —             | —             | —             | —             | —             | 0,2           | 0,1          | —            | —            | —            |
| Freie Bürger-Initiative                                                                        | —             | —             | —             | —             | —             | —             | 0,1          | —            | —            | —            |
| Newropeans                                                                                     | —             | —             | —             | —             | —             | —             | 0,1          | —            | —            | —            |
| Europa – Demokratie – Esperanto                                                                | —             | —             | —             | —             | —             | —             | 0,0          | —            | —            | —            |
| Deutsche Partei                                                                                | —             | —             | —             | —             | —             | 0,2           | —            | —            | —            | —            |
| Deutsche Zentrumspartei                                                                        | 0,1           | 0,4           | 0,1           | —             | 0,0           | 0,1           | —            | —            | —            | —            |
| Autofahrer- und Bürgerinteressenpartei Deutschlands                                            | —             | —             | —             | 0,7           | 0,4           | —             | —            | —            | —            | —            |
| Partei der Arbeitswilligen und Sozial Schwachen                                                | —             | —             | —             | 0,4           | 0,3           | —             | —            | —            | —            | —            |
| Naturgesetz Partei                                                                             | —             | —             | —             | 0,3           | 0,1           | —             | —            | —            | —            | —            |
| Automobile Steuerzahler-Partei                                                                 | —             | —             | —             | —             | 0,1           | —             | —            | —            | —            | —            |
| Humanistische Partei                                                                           | —             | —             | 0,0           | —             | 0,0           | —             | —            | —            | —            | —            |
| Bund freier Bürger                                                                             | —             | —             | —             | 1,1           | —             | —             | —            | —            | —            | —            |
| Statt Partei                                                                                   | —             | —             | —             | 0,5           | —             | —             | —            | —            | —            | —            |
| Neues Forum                                                                                    | —             | —             | —             | 0,3           | —             | —             | —            | —            | —            | —            |
| Deutsche Soziale Union                                                                         | —             | —             | —             | 0,2           | —             | —             | —            | —            | —            | —            |
| Christliche Liga                                                                               | —             | —             | 0,1           | 0,1           | —             | —             | —            | —            | —            | —            |
| Die Unregierbaren – Autonome Liste                                                             | —             | —             | —             | 0,1           | —             | —             | —            | —            | —            | —            |
| Plattform Europa der ArbeitnehmerInnen und der Demokratie                                      | —             | —             | 0,0 10        | 0,0           | —             | —             | —            | —            | —            | —            |
| Öko-Union                                                                                      | —             | —             | 0,2           | —             | —             | —             | —            | —            | —            | —            |
| Die Mündigen Bürger                                                                            | —             | 0,2 3         | 0,1           | —             | —             | —             | —            | —            | —            | —            |
| Neues Bewußtsein die ganzheitlich-esoterische Partei Deutschlands                              | —             | —             | 0,1           | —             | —             | —             | —            | —            | —            | —            |
| Freiheitliche Deutsche Arbeiterpartei                                                          | —             | —             | 0,1           | —             | —             | —             | —            | —            | —            | —            |
| Europäische Föderalistische Partei                                                             | —             | 0,1           | —             | —             | —             | —             | —            | —            | —            | —            |

## Verteilung der Sitze
Angegeben sind die Sitzverteilungen zu Beginn der Legislaturperioden; spätere Änderungen sind im Abschnitt Fraktions- und Parteiwechsel während der Wahlperioden zu finden.
| Partei | Partei           | Fraktion *    | 1979   | 1984   | 1989   | 1994  | 1999  | 2004  | 2009 | 2014 | 2019 | 2024 |
| ------ | ---------------- | ------------- | ------ | ------ | ------ | ----- | ----- | ----- | ---- | ---- | ---- | ---- |
|        | SPD              | S&D           | 35 (1) | 33 (1) | 31 (1) | 40    | 33    | 23    | 23   | 27   | 16   | 14   |
|        | CDU              | EVP           | 34 (2) | 34 (2) | 25 (1) | 39    | 43    | 40    | 34   | 29   | 23   | 23   |
|        | CSU              | EVP           | 8      | 7      | 7      | 8     | 10    | 9     | 8    | 5    | 6    | 6    |
|        | FDP              | RE            | 4      | 0      | 4      | 0     | 0     | 7     | 12   | 3    | 5    | 5    |
|        | Grüne            | Grüne/EFA (G) | 0      | 7      | 8 (A)  | 12    | 7     | 13    | 14   | 11   | 21   | 12   |
|        | REP              | DR            | —      | —      | 6      | 0     | 0     | 0     | 0    | 0    | –    | –    |
|        | Linke            | Die Linke     | —      | —      | —      | 0 (P) | 6 (P) | 7 (P) | 8    | 7    | 5    | 3    |
|        | AfD              | ESN (R)       | —      | —      | —      | —     | —     | —     | —    | 7    | 11   | 15   |
|        | Freie Wähler     | RE            | —      | —      | —      | —     | —     | —     | 0    | 1    | 2    | 3    |
|        | Piraten          | Grüne/EFA     | —      | —      | —      | —     | —     | —     | 0    | 1    | 1    | 0    |
|        | Tierschutzpartei | Die Linke     | —      | —      | —      | —     | 0     | 0     | 0    | 1    | 1    | 1    |
|        | Familie          | EVP (F)       | —      | —      | —      | 0     | 0     | 0     | 0    | 1    | 1    | 1    |
|        | ÖDP              | EVP (Ö)       | —      | 0      | 0      | 0     | 0     | 0     | 0    | 1    | 1    | 1    |
|        | NPD              | –             | —      | 0      | —      | 0     | 0     | 0     | —    | 1    | 0    | 0    |
|        | Die PARTEI       | – (D)         | —      | —      | —      | —     | —     | —     | —    | 1    | 2    | 2    |
|        | Volt             | Grüne/EFA     | —      | —      | —      | —     | —     | —     | —    | –    | 1    | 3    |
|        | BSW              | –             | —      | —      | —      | —     | —     | —     | —    | –    | –    | 6    |
|        | PdF              | –             | —      | —      | —      | —     | —     | —     | —    | –    | –    | 1    |
| Gesamt | Gesamt           | Gesamt        | 81 (3) | 81 (3) | 81 (3) | 99    | 99    | 99    | 99   | 96   | 96   | 96   |

### Fraktions- und Parteiwechsel während der Wahlperioden

#### 1989–1994
- Im Dezember 1989 wechselte Dorothee Piermont (Grüne) von der Grünen-Fraktion zur Regenbogenfraktion und verließ später die Partei.
- Im Dezember 1990 verließ Franz Schönhuber (REP) die DR-Fraktion; ebenfalls im Dezember 1990 wurden Harald Neubauer und Johanna Grund von den REP ausgeschlossen, im Mai 1991 verließen sie die DR-Fraktion, Neubauer gründete die DLVH;[1] Emil Schlee verließ im April 1991 die DR-Fraktion und die REP;[2] Klaus-Peter Köhler und Hans-Günter Schodruch traten im Februar 1991 aus den REP aus, verblieben aber in der DR-Fraktion.[3][4]
- Im November 1991 verließ der für die Grünen gewählte Parteilose Karl Partsch die Grüne Fraktion und schloss sich der Liberalen und Demokratischen Fraktion an.

#### 1999–2004
- Im September 2000 verließ Ilka Schröder die Partei Bündnis 90/Die Grünen, im September 2001 wechselte sie von der Grüne/EFA-Fraktion zur GUE/NGL-Fraktion.[5]
- Im Oktober 2000 wechselten Wolfgang Kreissl-Dörfler und Ozan Ceyhun von Bündnis 90/Die Grünen zur SPD und von der Grüne/EFA-Fraktion zur Sozialdemokratischen Fraktion.[6][7]

#### 2014–2019
- Im Dezember 2014 verließ Stefan Bernhard Eck die Tierschutzpartei, verblieb aber in der GUE/NGL-Fraktion.
- Im Juli 2015 traten fünf Abgeordnete der AfD zur Partei ALFA, später LKR, über, verblieben aber in der EKR-Fraktion. Vier davon, Bernd Kölmel, Hans-Olaf Henkel, Ulrike Trebesius und Joachim Starbatty verließen im September 2018 die LKR.
- Beatrix von Storch (AfD) wechselte am 8. April 2016 von der EKR-Fraktion zur EFDD-Fraktion, um ihrem Ausschluss aus der EKR zuvorzukommen. Nachdem sie im Oktober 2017 das Europaparlament verlassen hatte, schloss sich ihr Nachfolger Jörg Meuthen ebenfalls der EFDD an.
- Marcus Pretzell (AfD) wurde am 12. April 2016 aus der EKR-Fraktion ausgeschlossen und trat Anfang Mai 2016 der ENF-Fraktion bei. Er verließ Ende September 2017 die AfD und wechselte zur Blauen Partei.
- Arne Gericke wechselte im Mai 2017 von der Familienpartei zu den Freien Wählern und im Oktober 2018 zum Bündnis C, verblieb aber in der EKR-Fraktion.[8]
- Felix Reda trat am 27. März 2019 aus der Piratenpartei aus.

#### 2019–2024
- Martin Buschmann trat am 28. Januar 2020 aus der GUE/NGL-Fraktion und der Tierschutzpartei aus.[9]
- Nico Semsrott trat im Januar 2021 aus der Partei Die Partei aus. Er war seit Beginn der Wahlperiode Mitglied der Grüne/EFA-Fraktion.
- Helmut Geuking (Familienpartei) wechselte am 21. April 2021 von der EKR-Fraktion zur EVP-Fraktion.
- Lars Patrick Berg trat am 12. Mai 2021 aus der ID-Fraktion und der AfD aus. Am 23. Juni 2021 trat er der Partei LKR und der EKR-Fraktion bei. Im Januar 2023 wechselte er zu Bündnis Deutschland.
- Jörg Meuthen trat am 28. Januar 2022 aus der AfD aus. Von Juni 2022 bis September 2023 war er Mitglied der Zentrumspartei.
- Die Abgeordneten der AfD wurden am 23. Mai 2024 mit sofortiger Wirkung aus der Fraktion Identität und Demokratie ausgeschlossen.